# Peter Utaka
Peter Maduabuci Utaka (født 12. februar 1984 i Enugu) er en nigeriansk fodboldspiller med belgisk pas.
Han har tidligere spillet i Odense Boldklub, hvor han i 2009/2010-sæsonen blev Superliga-topscorer med 18 mål.
Han er bror til John Utaka, der er tidligere Premier League-spiller og ligeledes har repræsenteret Nigerias fodboldlandshold.

## Karriere

### Ungdomsår
Utaka flyttede til Kroatien som 16-årig for at spille i Dinamo Zagreb efter at have prøvet sig af i blandt andet arabiske Ismaily, hvor hans bror John spillede.

### Maasmechelen
Peter Utaka skrev første gang under på en professionel kontrakt i Belgien i 2003, da fik kontrakt med belgiske Maasmechelen fra den næstbedste række. I sæsonen 2003-04 scorer han 17 mål i 35 kampe og tiltrak sig derved opmærksomhed fra klubber i den bedste række.

### Westerlo
Efter en sæson i Maasmechelen skiftede Utaka til Westerlo i Jupiler Pro League. I sine tre sæsoner i klubben blev det til 77 kampe og 10 mål.

### Royal Antwerp
I januar 2007 skiftede han til Royal Antwerp FC i den næstbedste belgiske række. I sin anden sæson i klubben (2007-08) blev han topscorer i ligaen med 22 mål og var dermed stærkt medvirkende til, at klubben kom i playoff-kampe om oprykning.

### Odense Boldklub
Den 30. august 2008 offentliggjorde OB, at de havde købt Peter Utaka i Royal Antwerp FC,
I efteråret 2008 viste han eksempler på sin bevægelighed og uforudsigelighed, og selvom det ikke blev til en fast startplads i OB's angreb, så lykkedes det Utaka at score en lille håndfuld mål. Blandt andet lykkedes det for angriberen at score i sin debutkamp i SAS-Ligaen.
I foråret 2009 slog Utaka for alvor sit navn fast, og han scorede tolv mål i sin første sæson, selvom han først på et sent tidspunkt blev fast mand i startopstillingen.
I 2009/2010-sæsonen fik Peter Utaka yderligere succes, da han blev topscorer i Superligaen med 18 mål. I første halvdel af sæsonen 2010/2011 havde Utaka endnu engang markeret sin målfarlighed ved at score ti mål.
Han var med til at vinde tre sølvmedaljer i på de 3,5 år, han spillede i Odense. Han repræsenterede desuden klubben i 22 europæiske kampe og scorede 9 mål.

### Dalian Aerbin
Peter Utaka rykkede til Dalian Aerbin i Kina i januar 2012. Her scorede han 20 mål i 28 kampe. Han scorede blandt andet i 11 kampe i træk, hvilket var ny rekord i den kinesiske liga.

### Beijing Guoan
I juli 2013 skiftede han til Beijing Guoan i en handel på 2 millioner Euro, som gjorde ham til klubbens dyreste udlænding nogensinde. Utaka scorede 15 mål i 36 kampe for klubben i alle turneringer inden han blev lånt ud til Shanghai Shenxin i sommeren 2014.

### Shimizu S-Pulse
I january 2015 skiftede Utaka til J1 League-klubben Shimizu S-Pulse. Utaka scorede ni mål i 29 kampe for klubben, som endte på 17. pladsen og dermed rykkede ned i sæsonen.

### Sanfrecce Hiroshima
I den efterfølgende sæson blev han derfor udlejet til mesterholdet Sanfrecce Hiroshima i J1 League. Han svorede sit første mål for klubben i 3-1-sejren i 2016 Super Cup-finalen over Gamba Osaka. I marts 2016 scorede Utaka sit første ligamål for klubben, da han i det 67. minut mod Shonan Bellmare scorede på straffesparkt home.

### FC Tokyo
I marts 2017 købte Sanfrecce Hiroshima ham permanent, men han blev straks udlejet til FC Tokyo. Her scorede han fire mål i sine første tre optrædener for J1-league-klubben, selvom han startede dem alle på bænken. Han nåede at spille 33 kampe for klubben og score ti mål, inden han i december 2017 returnerede
til Sanfrecce Hiroshima, hvorefter hans kontrakt udløb og han forlod klubben.

### Vejle Boldklub
Den 7. februar 2018 annoncerede Vejle Boldklub, at Utaka havde sluttet sig til klubbens træningslejr i Tyrkiet. Her ville klubben se ham an med henblik på at skrive kontrakt med ham og udfylde tomrummet efter salget af klubbens topscorer Dominic Vinicius. Utakas agent Lucas Chang Jin var medejer af Vejle Boldklub. Den 14. februar 2018 offentliggjorde klubben, at Peter Utaka havde fået en kontrakt indtil sommeren 2018. Han forlod klubben efter sæsonen, hvor han fik seks kampe og aldrig fik scoret.

## Landsholdskarriere
Den 21. september 2009 blev Utaka udtaget til Nigerias A-landshold, hvor han fik debut mod Congo. Peter Utaka scorede til 1-0 efter 11 minutter i kampen, som Nigeria vandt 5-2. Utaka blev udtaget til Nigerias 30-mands bruttotrup forud for VM i 2010, men blev fravalgt i den endelige 23-mandstrup. Han spillede i alt syv landskampe og scorede tre mål fra 2010-2011.

## Titler

### Individuelt
- Topscorer i Belgiske 1. Division B: 2007-08
- Topscorer i Superligaen: 2009-10
- Topscorer i Kinas fodboldpokalturnering: 2013
- Topscorer i J1 League: 2016